# Groupe L des éliminatoires de la Coupe d'Afrique des nations de football 2019
Le groupe L des qualifications à la Coupe d'Afrique des nations de football 2019 est une compétition qualificative pour la phase finale de la Coupe d'Afrique des nations de football 2019. Ce groupe est composé du Cap-Vert, du Lesotho, de l'Ouganda et de la Tanzanie. L'Ouganda et la Tanzanie terminent aux deux premières places et se qualifient pour la CAN 2019.

## Tirage au sort
Le tirage au sort se déroule le 12 janvier 2017 à Libreville. Les 51 sélections africaines sont classées dans cinq chapeaux selon un classement CAF construit à partir des résultats dans les CAN précédentes.
Le tirage au sort désigne les équipes suivantes dans le groupe L :
- Chapeau 1 : Cap-Vert (11e du classement CAF)
- Chapeau 2 : Ouganda (23e du classement CAF)
- Chapeau 3 : Tanzanie (35e du classement CAF)
- Chapeau 4 : Lesotho (42e du classement CAF)

## Classement
| Rang | Équipe   | Pts | J | G | N | P | Bp | Bc | Diff |  | Résultats (▼ dom., ► ext.) |     |     |     |     |
| ---- | -------- | --- | - | - | - | - | -- | -- | ---- |  | -------------------------- | --- | --- | --- | --- |
| 1    | Ouganda  | 13  | 6 | 4 | 1 | 1 | 7  | 3  | +4   |  | Ouganda                    |     | 0-0 | 3-0 | 1-0 |
| 2    | Tanzanie | 8   | 6 | 2 | 2 | 2 | 6  | 5  | +1   |  | Tanzanie                   | 3-0 |     | 1-1 | 2-0 |
| 3    | Lesotho  | 6   | 6 | 1 | 3 | 3 | 3  | 7  | -4   |  | Lesotho                    | 0-2 | 1-0 |     | 1-1 |
| 4    | Cap-Vert | 5   | 6 | 1 | 2 | 3 | 4  | 5  | -1   |  | Cap-Vert                   | 0-1 | 3-0 | 0-0 |     |

## Résultats
1re journée
| 10 juin 2017 | Tanzanie    | 1 - 1 | Lesotho  | Benjamin Mkapa National Stadium, Dar es Salaam |                         |
| 20h00 UTC+3  | Samatta 28e | (1-1) | 35e Tale | Arbitrage : Djamal Aden                        | Arbitrage : Djamal Aden |
| 20h00 UTC+3  | Rapport     |       |          | Arbitrage : Djamal Aden                        | Arbitrage : Djamal Aden |

| 11 juin 2017 | Cap-Vert | 0 - 1 | Ouganda        | Estádio Nacional de Cabo Verde, Praia |                            |
| 16h30 UTC-1  |          | (0-0) | 83e Sserunkuma | Arbitrage : Ali Lemghaifry            | Arbitrage : Ali Lemghaifry |
| 16h30 UTC-1  | Rapport  |       |                | Arbitrage : Ali Lemghaifry            | Arbitrage : Ali Lemghaifry |

2e journée :
| 8 septembre 2018 | Ouganda | 0 - 0 | Tanzanie | Mandela National Stadium, Kira Town (en) |                                |
| 16h00 (UTC+3)    |         | (0-0) |          | Arbitrage : Eric Otogo-Castane           | Arbitrage : Eric Otogo-Castane |
| 16h00 (UTC+3)    | Rapport |       |          | Arbitrage : Eric Otogo-Castane           | Arbitrage : Eric Otogo-Castane |

| 9 septembre 2018 | Lesotho      | 1 - 1 | Cap-Vert    | Stade Setsoto, Maseru         |                               |
| 15h00 (UTC+2)    | Motebang 70e | (0-0) | 75e Djaniny | Arbitrage : Mehdi Abid Charef | Arbitrage : Mehdi Abid Charef |
| 15h00 (UTC+2)    | Rapport      |       |             | Arbitrage : Mehdi Abid Charef | Arbitrage : Mehdi Abid Charef |

3e journée :
| 12 octobre 2018 | Cap-Vert                            | 3 - 0 | Tanzanie | Praia                     |                           |
|                 | Ricardo Gomes 16e 23e · Stopira 84e | (2-0) |          | Arbitrage : Boubou Traoré | Arbitrage : Boubou Traoré |
|                 | Rapport                             |       |          | Arbitrage : Boubou Traoré | Arbitrage : Boubou Traoré |

| 13 octobre 2018 | Ouganda                        | 3 - 0 | Lesotho | Stade national Mandela, Kampala            |                                            |
|                 | Okwi 11e 64e · Miya 37e (pen.) | (2-0) |         | Arbitrage : Amin Mohamed Amin Mohamed Omar | Arbitrage : Amin Mohamed Amin Mohamed Omar |
|                 | Rapport                        |       |         | Arbitrage : Amin Mohamed Amin Mohamed Omar | Arbitrage : Amin Mohamed Amin Mohamed Omar |

4e journée :
| 16 octobre 2018 | Tanzanie                      | 2 - 0   | Cap-Vert | Benjamin Mkapa National Stadium, Dar es Salaam |                                    |
|                 | Simon Msuva 29e · Samatta 58e | (1 - 0) |          | Arbitrage : Souleiman Ahmed Djamal             | Arbitrage : Souleiman Ahmed Djamal |
|                 | Rapport                       |         |          | Arbitrage : Souleiman Ahmed Djamal             | Arbitrage : Souleiman Ahmed Djamal |

| 16 octobre 2018 | Lesotho | 0 - 2 | Ouganda     | Stade Setsoto, Maseru           |                                 |
|                 |         | (0-2) | 5e 35e Miya | Arbitrage : Ali Mohamed Adelaid | Arbitrage : Ali Mohamed Adelaid |
|                 | Rapport |       |             | Arbitrage : Ali Mohamed Adelaid | Arbitrage : Ali Mohamed Adelaid |

5e journée :
| 17 novembre 2018 | Ouganda   | 1 - 0 | Cap-Vert | Stade national Mandela, Kampala |                              |
|                  | Kaddu 77e | (0-0) |          | Arbitrage : Youssef Essrayri    | Arbitrage : Youssef Essrayri |
|                  | Rapport   |       |          | Arbitrage : Youssef Essrayri    | Arbitrage : Youssef Essrayri |

| 18 novembre 2018 | Lesotho       | 1 - 0 | Tanzanie | Stade Setsoto, Maseru          |                                |
|                  | Lerotholi 76e | (0-0) |          | Arbitrage : Thierry Nkurunziza | Arbitrage : Thierry Nkurunziza |
|                  | Rapport       |       |          | Arbitrage : Thierry Nkurunziza | Arbitrage : Thierry Nkurunziza |

6e journée :
| 24 mars 2019 | Tanzanie                                  | 3 - 0 | Ouganda | Benjamin Mkapa National Stadium, Dar es Salaam |                                       |
|              | Msuva 21e · Nyoni 51e (pen.) · Morris 60e | (1-0) |         | Arbitrage : Eric Arnaud Otogo Castane          | Arbitrage : Eric Arnaud Otogo Castane |
|              | Rapport                                   |       |         | Arbitrage : Eric Arnaud Otogo Castane          | Arbitrage : Eric Arnaud Otogo Castane |

| 24 mars 2019 | Cap-Vert | 0 - 0 | Lesotho | Praia                       |                             |
|              |          | (0-0) |         | Arbitrage : Mahamadou Keita | Arbitrage : Mahamadou Keita |
|              | Rapport  |       |         | Arbitrage : Mahamadou Keita | Arbitrage : Mahamadou Keita |

## Liste des buteurs
3 buts :
- Farouk Miya

2 buts :
- Ricardo Gomes
- Mbwana Aly Samatta
- Simon Msuva
- Emmanuel Okwi

1 but :
- Djaniny
- Stopira
- Nkau Lerotholi
- Sera Motebang
- Thapelo Tale
- Aggrey Morris
- Erasto Nyoni
- Patrick Kaddu
- Geoffrey Sserunkuma